# Římov (Boemia meridionale)
Římov è un comune della Repubblica Ceca facente parte del distretto di České Budějovice, in Boemia Meridionale.